# Hendersonia: Sun Ra Performs Fletcher Henderson
Hendersonia: Sun Ra Performs Fletcher Henderson ist ein Kompilationsalbum von Sun Ra. Die zwischen 1976 und 1991 entstandenen und größtenteils zuvor unveröffentlichten Aufnahmen erschienen am 11. April 2023 als Download auf der Plattform Bandcamp.

## Hintergrund
Sun Ra zögerte nie, seine musikalischen Helden zu ehren. Zu diesen Ikonen gehörten Duke Ellington, Thelonious Monk, Mary Lou Williams, George Gershwin, Fats Waller, Songwriter wie Jerome Kern, Johnny Mercer und Irving Berlin, sogar Walt Disney, dessen Filmmusik Sun Ra verehrte und oft aufführte (etwa auf Second Star to the Right (Salute to Walt Disney), 1995). Aber niemand bedeutete Ra so viel wie Fletcher Henderson (1897–1952). Mit Ausnahme von Ellington wurde das Repertoire keines Bandleaders in Ras Setlisten mehr gewürdigt als von dem Mann, der die Jazz-Bigband erfunden habe, nämlich Fletcher Henderson, schrieb Produzent Irwin Chusid in den Liner Notes des Albums. Bekanntlich arbeitete Sun Ra in den 1940er-Jahren für Henderson als Pianist und Arrangeur; er feierte dieses Erbe, indem er im Laufe der späteren Jahre mehrere mit Henderson verbundene Stücke darbot, von denen fast alle auf der Kompilation vorgestellt werden. Einige davon (insbesondere „Big John’s Special“, „Blue Lou“ und „Yeah Man!“) blieben jahrelang im Repertoire des Arkestra und wurden tatsächlich häufiger gespielt als Ellington-Stücke – was angesichts der persönlichen Verbindung nicht verwunderlich sei, so Irwin Chusid.

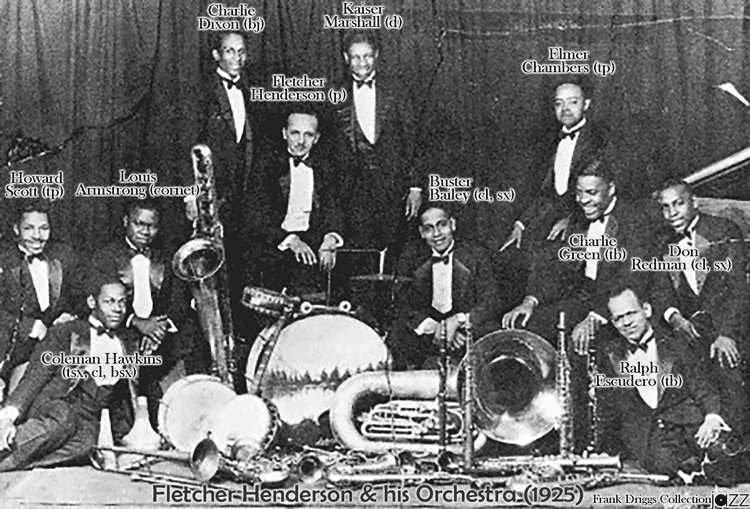
Das Fletcher Henderson Orchestra 1925

Als Sun Ra noch ein Teenager war, brachte sich Herman Poole „Sonny“ Blount (so sein bürgerlicher Name) selbst bei, Arrangements von Henderson-Aufnahmen von kommerziellen Schellackplatten zu transkribieren. 1937 kaufte er ein Stahltonbandgerät namens „Soundmirror“ und nahm aus dem Publikum Auftritte berühmter Bands auf, die in seiner Heimatstadt Birmingham spielten, darunter auch Hendersons Bigband. Sonny transkribierte diese Nummern schnell und kannte schließlich das gesamte Henderson-Songbook. Als Fletcher Henderson 1946 während eines 15-monatigen Engagements im Club DeLisa in Chicago auftrat, stellte sich Sun Ra (der inzwischen in die South Side von Chicago umgezogen war) seinem Helden vor und bot seine musikalischen Dienste an. Er bekam schließlich eine Gelegenheit, nachdem Hendersons Stammpianist nicht zu einem Auftritt erschienen war und der eifrige Blount sein Ersatz für den Rest des Engagements wurde. Als dieses endete, war Sun Ra bereit, seine eigene Band zu leiten, die sich in den 1950er-Jahren zum sich ständig verändernden Sun Ra Arkestra entwickelte. 
Nur ein Titel in dieser Sammlung, „Can You Take It“, wurde von Fletcher Henderson komponiert, und ein anderer, „Big John’s Special“, wurde von sessen Bruder Horace geschrieben. Diese Titel wurden nicht alle von Henderson erstmals aufgenommen oder durch ihn überhaupt berühmt gemacht. Aber diese Werke erhielten alle die Behandlung durch Hendersons Arrangements, wurden von ihm aufgenommen und wurden allgemein mit seiner Band in Verbindung gebracht. Für Sun Ra waren alle diese Werke Teil des Henderson-Vermächtnisses, das er  bewahren wollte, so Chusid.
„Big John’s Special“ und „Yeah, Man!“ verzeichnete Dutzende Auftritte in der Sun-Ra-Diskographie und „Queer Notions“ war auch ein Favorit im Repertoire der Band. Andere, wie „Great Caesar’s Ghost“ und „Can You Take It“, wurden selten aufgeführt. Es ist bekannt, dass drei weitere – „Shanghai Shuffle“, „Rug Cutter's Swing“ und „Tidal Wave“ – aufgeführt wurden, aber abgesehen von einem Probeband von schlechter Qualität der ersten beiden sind keine anständigen Aufnahmen davon aufgetaucht. Interessanterweise entstanden alle Aufnahmen von Henderson-Titeln Sun Ras bei Club- oder Konzertterminen, schrieb Chusid. 
Studioaufnahmen von Henderson-bezogenen Werken durch Sun Ra sind nicht bekannt. Die Aufnahmen in dieser Kompilation umfassen fünfzehn Jahre, von 1976 bis 1991; die meisten wurden zuvor noch nicht kommerziell veröffentlicht. Einige sind seit Jahrzehnten unter Sun-Ra-Sammlern im Umlauf; in solchen Fällen haben die Produzenten den Ton von Originalbändern aktualisiert, sofern verfügbar. Einige Tracks sind Stereo, andere in Mono. Einige sind hochwertig aufgenommen, andere weniger makellos, aber nicht weniger kraftvoll. Einige Titel wurden professionell abgemischt; andere wurden ad hoc von Mitarbeitern, Fans oder von Ra selbst aufgenommen. Alle Titel sind live aufgenommen worden und nur zwei davon stammen von zuvor veröffentlichten CDs („Big John’s Special“ von einem Auftritt in Utrecht (Love in Outer Space) und „Can You Take It?“ von Live at Pit-Inn in Tokyo).

## Titelliste
- Hendersonia: Sun Ra Performs Fletcher Henderson

1. Hocus Pocus (Will Hudson) 3:51
2. Great Caesar's Ghost (Dick Vance) 3:06
3. Slumming on Park Avenue (Irving Berlin) 8:32
4. Big John's Special (Horace Henderson) 3:16
5. Queer Notions (Coleman Hawkins) 2:47
6. King Porter Stomp (Jelly Roll Morton) 4:03
7. Blue Lou (Edgar Sampson, Irving Mills) 4:19
8. Can You Take It? (Fletcher Henderson) 3:12
9. Limehouse Blues (Douglas Furber, Philip Braham) 3:09
10. Rose Room (Art Hickman, Harry Williams) 6:33
11. Christopher Columbus (Chu Berry, Andy Razaf) 8:59

## Rezeption
Hendersonia: Sun Ra Performs Fletcher Henderson sei ein weiteres Juwel in der Reihe der posthumen Veröffentlichungen von Sun Ra bei Bandcamp, meint  Sam Byrd (World of Abstract Dreams). Die hier vorliegenden Versionen seien gut ausgewählt und repräsentativ für die Arrangements, die größtenteils nicht weit von denen Fletchers (und seines Bruders Horace) abweichen. Wie bei den Ellingtonia-Alben wäre es schön gewesen, wenn die genauen Aufführungsdaten angegeben worden wären, sofern verfügbar. Einige dieser Stücke seien ziemlich selten, insbesondere „Great Caesar's Ghost“. Byrd stimmt Irwin Chusid darin zu, dass es auf „Rose Room“ ein großartiges Solo von John Gilmore gäbe; auch in anderen Stücken würde es längere Passagen mit Gilmore geben, sowohl am Tenorsaxophon als auch an der Klarinette. Die Zusammenstellung sei so gut betreut, dass man sich weitere Kompilationen dieser Art wünsche.